# Odplenkování

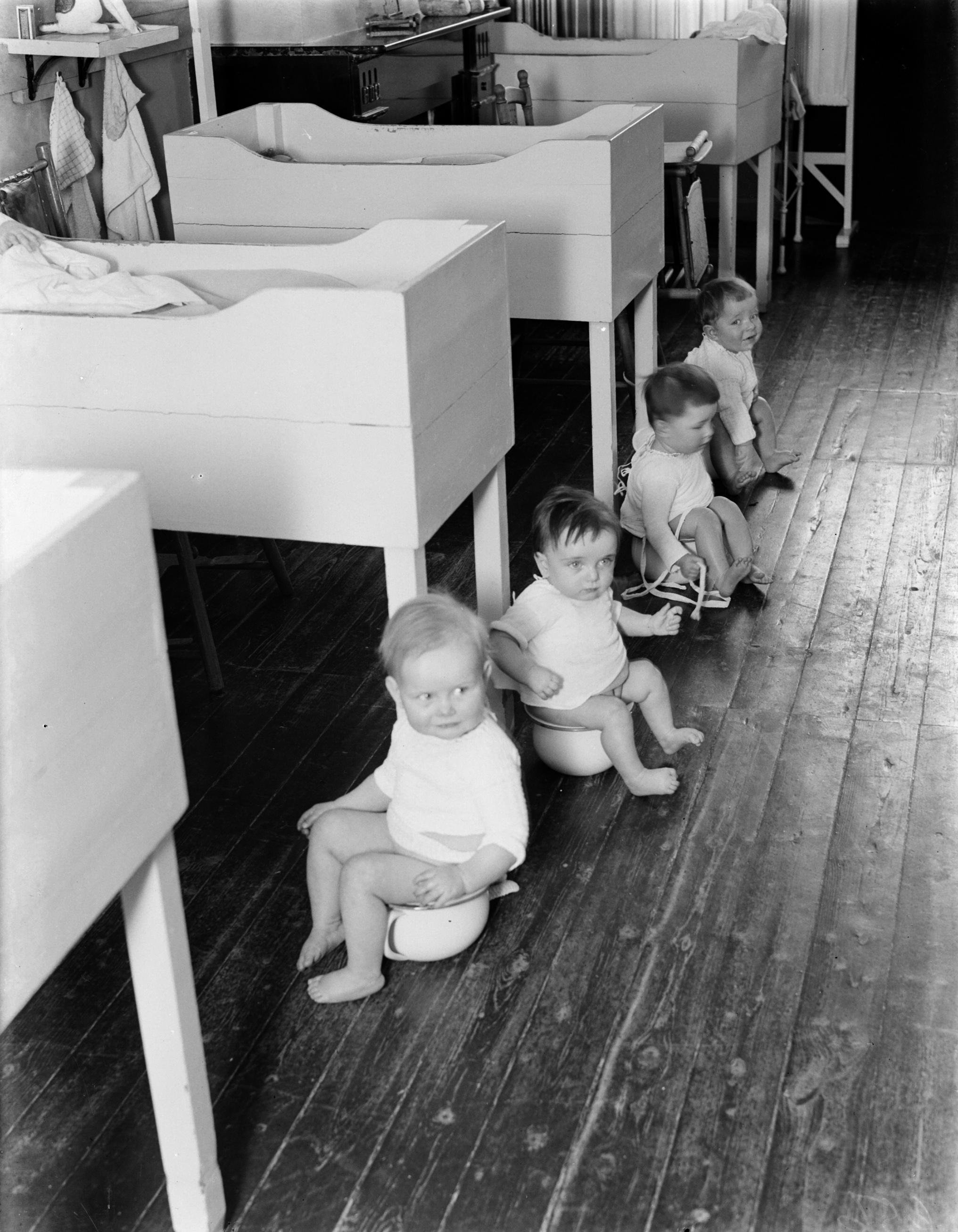
Děti a nočníky v zařízení pro péči o děti v Nizozemsku v 30. letech 20. století.

Odplenkování je proces, který se u malého dítěte, resp. batolete, zaměřuje na naučení užívání toalety nebo nočníku pro potřeby močení a defekace. Přístup k odplenkování je daný kulturními a demografickými specifičnostmi. 
Techniky, jak se odplenkování provádí, jsou různé. Žádný z nich se nepovažuje za univerzálně platný. V některých kulturách jsou děti připravovány na užívání nočníku již po narození, ve většině západních zemí je tomu tak v době mezi jedním a půl rokem až dvěma lety věku. Většina dětí již procesem odplenkování projde do věku čtyř let, ačkoliv v případě některých z nich může dojít například k nočnímu pomočování. 
Některé poruchy vývoje nebo zdravotní postižení mohou odplenkování ovlivnit. Celý proces tak může trvat mnohem déle. V určitých případech, nedaří-li se dítě odplenkovat, je potřebná odborná pomoc. Jedná se nicméně o případy, které jsou velmi řídké, a i děti, které mají s tímto tréninkem z počátku potíže, mohou být úspěšně odplenkovány. 
Děti se mohou při odplenkování setkat s určitými riziky; např. s tím, že záchodová mísa je pro malé dítě příliš velká, v některých případech může být dítě při odplenkování i slovně napadáno či trestáno (například při nezdarech). Existují postupy a pomůcky, které pomáhají tyto nástrahy překonávat. 

## Historie

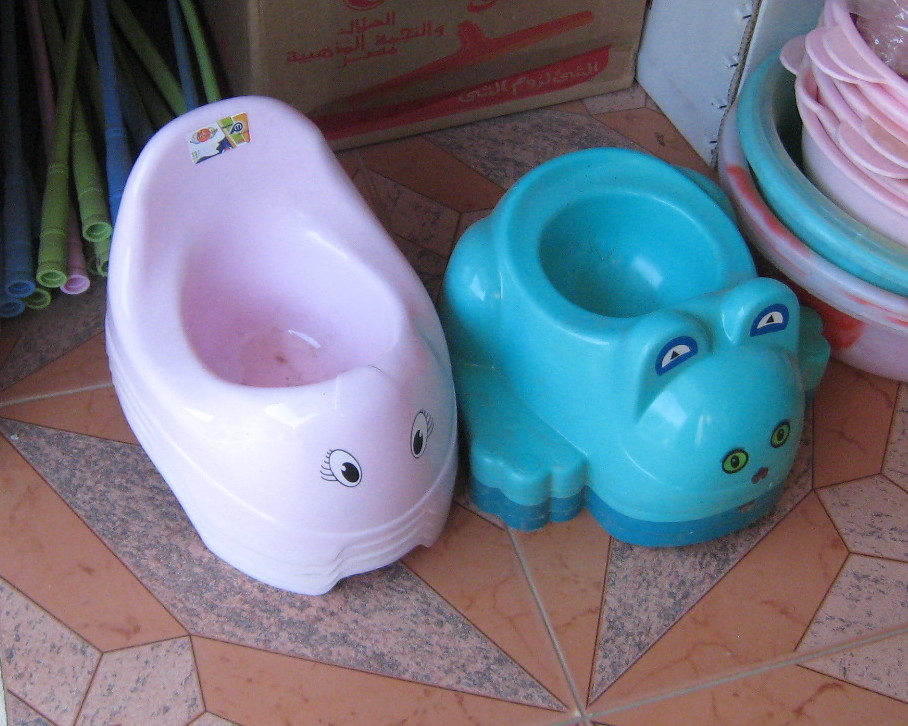
Dětské nočníky.

O vývoji odplenkovacích technik a postupů se toho ví poměrně málo. První dětský záchod je doložen z dob existence Římské říše. Neexistují nicméně žádné záznamy o tom, jak byly děti v této době učeny záchod nebo nočník používat. V době středověku nicméně již vznikaly první texty, které se věnovaly Doporučené léčbě pomočování lůžka. V nich se psalo např. o prášku z kozích drápů nebo užívání sušeného kohoutího hřebene.
Postupem století se přesvědčení a praxe, která se věnovala odplenkování postupně měnila. Bylo tomu tak v souvislosti s tím, jak se měnily plenky, které děti nosily. Zhruba na konci 18. století začaly děti nosit pleny látkové, které bylo nezbytné ručně prát. S nástupem automatického praní a jednorázových plen v polovině 20. století (a v České republice na konci století téhož) došlo k poklesu náročnosti a nákladnosti péče o dítě, které ještě není odplenkováno. Kulturní a společenské změny v tomto směru nepřišly do všech částí světa stejně a stále probíhají i v 3. desetiletí 21. století. V méně rozvinutých zemích je na odplenkování kladen větší důraz, neboť jednorázové pleny jsou vnímány jako příliš nákladné až luxusní zboží. V některých západních zemích je naopak odplenkování zpožďováno, v mnoha případech i extrémním způsobem. Odplenkovávání se většinou věnovaly matky.
V první polovině 20. století vyžadovali rodiče, aby děti užívali nočníku nebo toalety v přesně daných časech, čímž se měly odplenkovávat.
Snaha teoretizovat a pochopit odplenkování jako proces byla v 20. století předmětem zkoumání především psychoanalýzy s důrazem na lidské nevědomí a riziky, které se potenciálně mohou u dítěte projevit do budoucna. Již Sigmund Freud si povšiml, že existuje souvislost mezi technikami odplenkování a důrazem na čistotu u některých dospělých, kteří byli velmi striktním způsobem učeni používat nočník nebo toaletu. Konflikt, který dítě nedokázalo vyhrát, vedl k přehnané snaze o čistotnost a hygienu, v lacanské psychoanalýze bývá často považován za předpoklad pro rozvoj vzorců typických pro obsesivní neurotiky.
Britský antropolog Geoffrey Gorer např. kulturu odplenkování v Japonsku vnímal jako do značné míry definující vlastnost pro japonskou společnost během druhé světové války. Důraz na disciplínu v japonské společnosti spatřoval v tom, že děti byly učeny užívat nočník a toaletu již v nejmladším věku. Obdobné kulturní vzorce, kdy jsou děti vedeny k užívání nočníku již v novorozeneckém věku, je rozšířený i v Číně, Vietnamu a dalších zemích východní Asie. Někteří němečtí, resp. západoněmečtí teoretici spojovalo naopak nástup nacismu se striktními metodami odplenkování v německé společnosti na počátku 20. století. 
V zemích Evropy a Severní Ameriky jsou děti odplenkovávány ve věku cca 1 3/4 až 3 let, tj. 21 až 26 měsíců. Zhruba polovina dětí se nicméně ještě nenaučí stoprocentně užívat toalety nebo nočníku po svých třetích narozeninách. Ve Spojeném království bylo zjištěno, že odplenkovávání začíná u 2,1 % dětí do 6 měsíců věku, 13,8 % ve věku od 6 do 15 měsíců, u 50,4 % ve věku mezi 1,5-2 lety a u třetiny až po druhém roku věku. 
Tento přístup byl v průběhu 20. století opuštěn ve prospěch behaviorismu, který klade důraz na způsob, jakým člověk nevědomě reaguje na odměnu za určité vzorce chování. Stejně tak se rozšířil v tomto směru význam kognitivní psychologie s důrazem na význam, kognitivní schopnosti a osobní hodnoty. O tento posun se zasloužili petriatři, jako např. Arnold Gessel nebo Benjamin Spock. 

## Přístupy

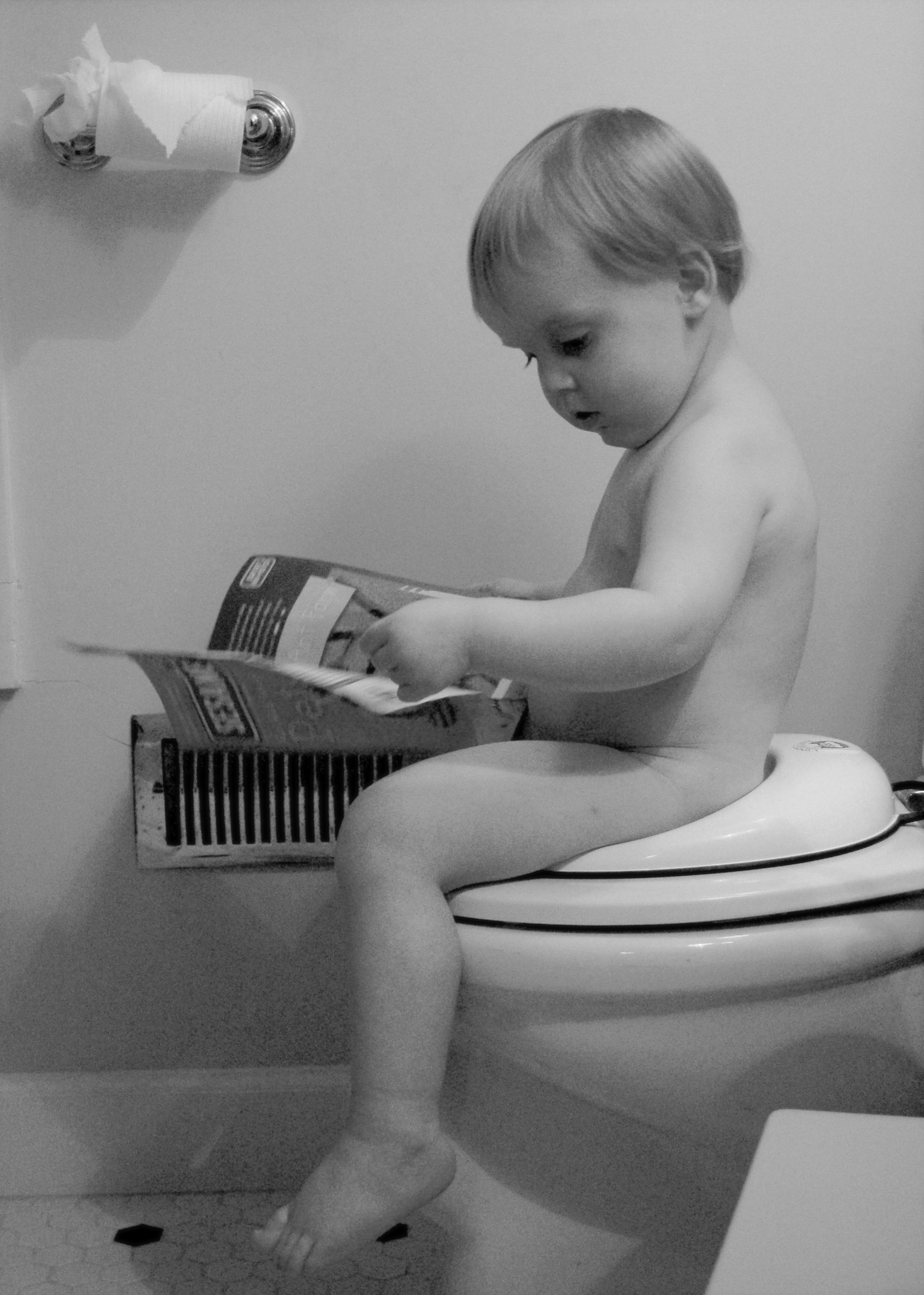
Dítě využívající toaletu. Na toaletě je umístěno dětské záchodové prkénko, díky němuž je otvor v toaletě velikostně odpovídající velikosti dítěte.

Přístupy k odplenkování variují mezi dvěma pozice: "pasivní připravenost dítěte", tj. "přístup podle přírody", který zdůrazňuje individuální schopnosti dítěte a více "strukturovaně behaviorální přístupy (tj. "výchovné přístupy"). Ty kladou důraz, aby rodiče začali dítě odplenkovávat co nejdříve. Některé z metod, které se zde objevují jsou: "Brazeltonův přístup orientovaný na dítě", který byl prezentován v knize The Common Sense Book of Baby and Child Care, dále metody, které doporučuje Americké akademie pediatrů, a postup odplenkování za den, který sestavili Nathan Azrin a Richard M. Foxx. Jednotlivé studie, které měří efektivitu uvedených přístupů, nicméně neshledaly, až na výjimky, vyšší či nižší míru efektivity v dosaženém výsledku. 
Rodiče mohou mít velmi odlišné názory na tom, jaký způsob odplenkování je nejefektivnější. Někteří rodiče např. poskytnou odměnu dítěti za správné použití toalety nebo nočníku. Někde mohou rodiče klást vyšší důraz na rychlejší odplenkování, jindy může probíhat pomaleji. Bez ohledu na to, jak rodiče k odplenkování přistupují Americká akademie pediatrů doporučuje aby se rodiče do odplenkování dítěte zapojili co nejvíce je to možné a podpořili dítě v užívání záchodu nebo nočníku co nejvíce to jde a vyhnuli se negativním soudům. 
Mezi jednotlivými generacemi v rodině mohou panovat vzhledem k odlišným historickým, kulturním a materiálním poměrům odlišné přístupy k odplenkovávání dítěte a tyto mohou být zdrojem častých konfliktů v rodině.
Kanadská pediatrická společnost stanovila jistý počet specifických doporučení pro rodiče. Jsou následující
- Užívání dětského záchodového prkénka, stoličky apod., aby mělo dítě k toaletě přístup, který mu odpovídá.
- Aby dítě sdělilo rodičům nebo osobě, která o něj pečuje, že potřebuje jít na toaletu
- Sledovat chování dítěte tak, aby bylo možné vypozorovat znaky, kdy dítě potřebuje jít na toaletu
- Dítě povzbudit a odměnit namísto trestu a negativních vzorců chování
- Užívání spodního prádla z bavlny po dokončení odplenkování.

## Průběh
Odplenkování je z pohledu batolete poměrně náročný proces. Jedná se jednak o schopnost ovládat vlastní tělesné pochody, dále ovládnout hygienické návyky, schopnost se svléknout a obléknout a komunikovat ostatním, že potřebují použít toaletu. Zhruba ve věku jednoho roku je dítě již schopné rozpoznat, kdy potřebuje použít toaletu, což lze vypozorovat ze změn v chování. Až do přibližně jednoho a půl roku (18 měsíců) věku však dítě nemusí být schopno ovládat svaly, které dokáží kontrolovat močení nebo vyměšování. Proto není vhodné takto malé děti odplenkovávat. Dítě se může v tomto věku naučit používat nočník, pokud jej k tomu dospělý přiměje; dělá tak mnohdy nedobrovolně a nejedná se o návyk, který by si mělo osvojit. Připravené může být v době, kdy se snaží rodiče napodobovávat.
Dítě se většinou učí močit a vyměšovat na toaletě nejdříve přes den a později i v noci. Mohou se nicméně objevovat komplikace, musí-li dítě použít toaletu v méně známém nebo jemu neznámém prostředí.
Jak Americká akademie pediatrů tak Kanadská pediatrická společnost doporučují rodičům, aby začaly s odplenkováním dítěte ve věku okolo 18 měsíců, ukazuje-li dítě známky toho, že má zájem. Pokud je dítě odplenkováváno později, tak může existovat vyšší riziko některých urologických obtíží; pokud se nicméně s odplenkováváním začíná dříve, žádná rizika v tomto směru nehrozí. 
Většinu dětí se podaří úspěšně odplenkovat ve věku mezi dvěma až čtyřmi lety. Čtyřleté děti se nicméně ještě mohou (v 20 %―25 % případů) setkávat s nočním pomočováním. Děvčata zvládají odplenkovávání rychleji a snáze než chlapci. Celý proces trvá různou dobu, většinou mezi třema měsíci až půl rokem. Pokud je dítě odplenkováváno dříve, trvá to delší dobu.
Je zcela přirozené, že děti při odplenkovávání dělají chyby, pomočování a pokálení v tomto směru nelze vnímat jako příznak zdravotních obtíží. Pokud je však vyměšování spojeno s bolestí, je nezbytné v tomto případě vyhledat pediatra. Děti, které vyměšování bolí, se mohou nevědomky učit zadržování stolice a obecně jim trvá odplenkování déle. Zadržování stolice se může objevovat i u dětí, kde rodiče příliš tlačí nebo se rychle pokoušejí dítě odplenkovat; jakýkoliv nátlak na dítě se může projevit ještě větším odmítnutím z jeho strany směrem k rodiči. Noční pomočování se objevuje občas i u starších dětí; dosahuje 9,7 % u sedmiletých dětí, 5,5 % u desetiletých dětí a u dospělých zhruba 0,5 %. 
V případě, kdy odplenkování selže a dítě se musí vrátit k nošení plen je možné proces zopakovat s časovým odstupem nejméně jednoho měsíce a později může být úspěšnější.

## Sourozenci
V případě sourozenců se mladší sourozenec může naučit užívat toaletu nebo nočník rychleji a efektivněji než starší, neboť právě starší bratr/sestra mu v tomto může posloužit jako vzor. Jedináčci bývají v tomto případě v odplenkování o několik měsíců pomalejší.

## Komplikace
Odplenkovávání může být značně obtížné u dětí s různými vývojovými odlišnostmi. Děti s poruchou autistického spektra nebo jinými vývojovými abnormalitami mohou reagovat odlišným způsobem na celý proces odplenkování, nemusí jej vnímat jako potřebný nebo mohou mít senzorické problémy, na základě kterých se mohou obávat nebo shledávat nepříjemné užití toalety nebo nočníku. 
Je možné, že vlivem rodičovského stresu mohou rodiče (nebo dítě vychovávající osoba) odplenkování odkládat.
V domácnostech kde je rozšířené násilí nebo dětské násilí může být odplenkování dalším důvodem pro takové vzorce chování, především shledá-li rodič nebo osoba, která dítě vychovává, že by dítě již mělo být dostatečného věku k tomu, aby zvládlo užívat nočník nebo toaletu, ale samo to ještě z nějakého důvodu nedokáže. Rodič toto může chybně interpretovat jako neochotu dítěte se podřídit a dítě trestat. 